# Allonne (Oise)
Allonne ist eine französische Gemeinde mit 1737 Einwohnern (Stand 1. Januar 2022) im Département Oise in der Region Hauts-de-France. Die Gemeinde liegt im Arrondissement Beauvais und ist Teil der Communauté d’agglomération du Beauvaisis und des Beauvais-2.

## Geographie
Die Gemeinde mit den Ortsteilen Villers-sur-Thère und Bongenoult schließt unmittelbar südöstlich an Beauvais an. Durch sie verlaufen die Autoroute A16, die als Schnellstraße ausgebaute Route nationale 31, die Départementsstraße D1001 (frühere Route nationale 1) und zwei Eisenbahnstrecken.

## Geschichte
Am 5. Oktober 1930 havarierte das britische Luftschiff R101 in Allonne und brannte aus, dabei kamen 48 Personen ums Leben.

## Einwohner
| 1962 | 1968 | 1975 | 1982 | 1990 | 1999 | 2006 | 2011 |
| ---- | ---- | ---- | ---- | ---- | ---- | ---- | ---- |
| 993  | 923  | 1013 | 1055 | 1199 | 1258 | 1442 | 1569 |

## Verwaltung
Bürgermeister (maire) ist seit 1995 Christian Sadowski.

## Sehenswürdigkeiten
- Die überwiegend gotische Mariä-Verkündigungs-Kirche (Eglise Notre-Dame de l'Annonciation), mit deren Bau im 12. Jahrhundert begonnen wurde, seit 1886 (Turm) und 2006 (insgesamt) als Monument historique klassifiziert.[1] (siehe auch: Liste der Monuments historiques in Allonne (Oise))
- Garten des Schlosses von Villers-sur-Thère
- Mehrere Fabrikgebäude

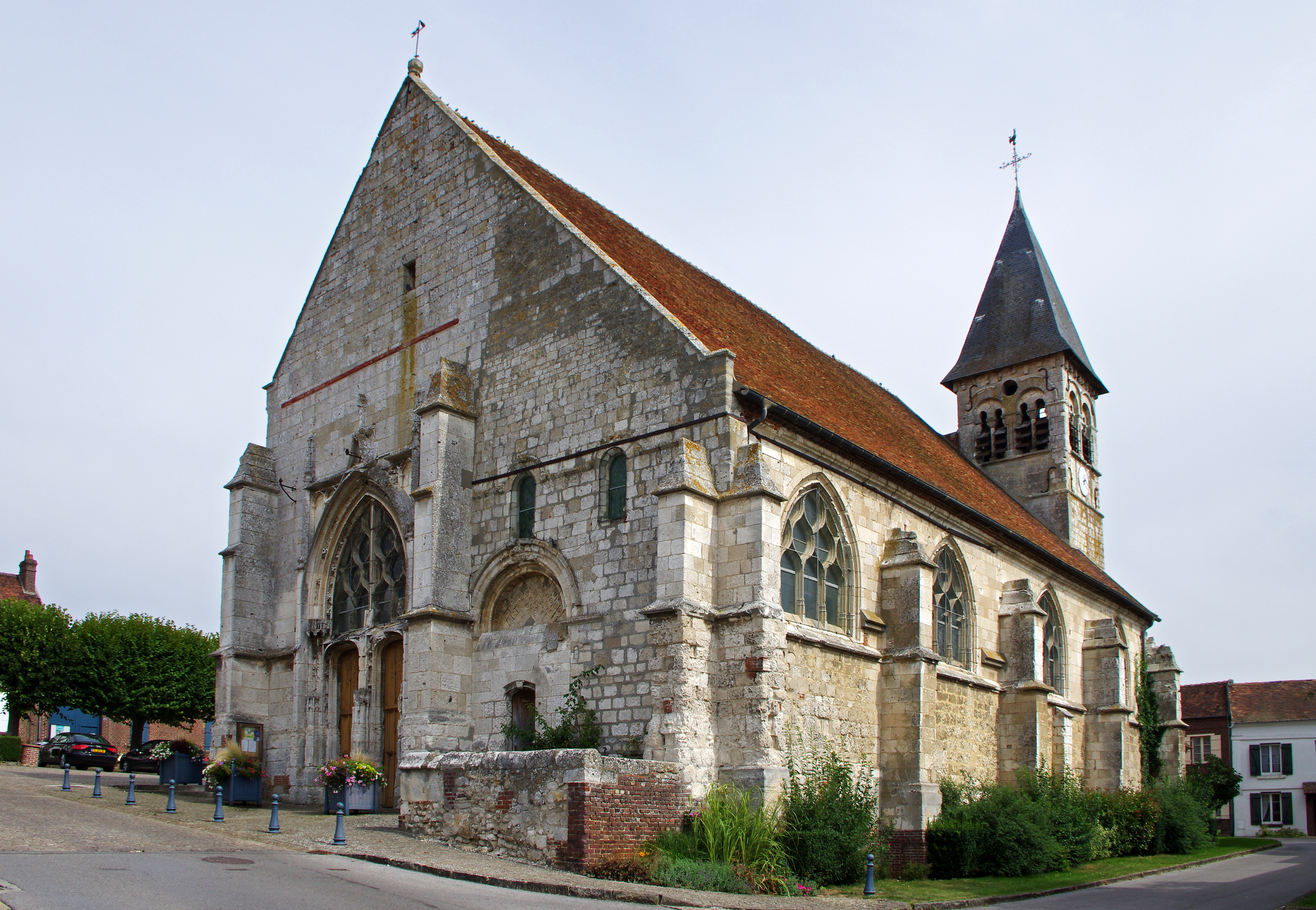
Mariä-Verkündigungs-Kirche
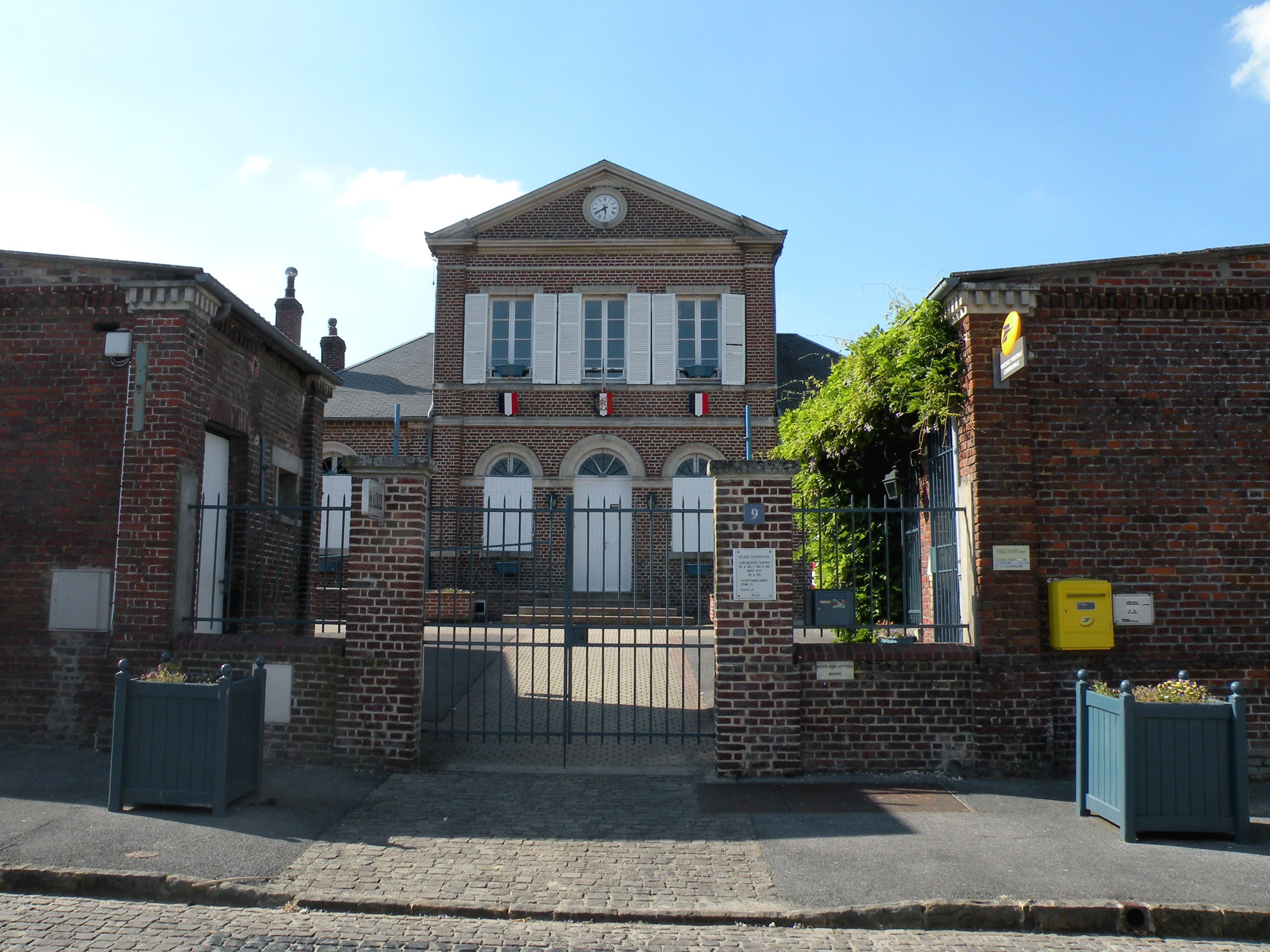
Rathaus (Mairie)
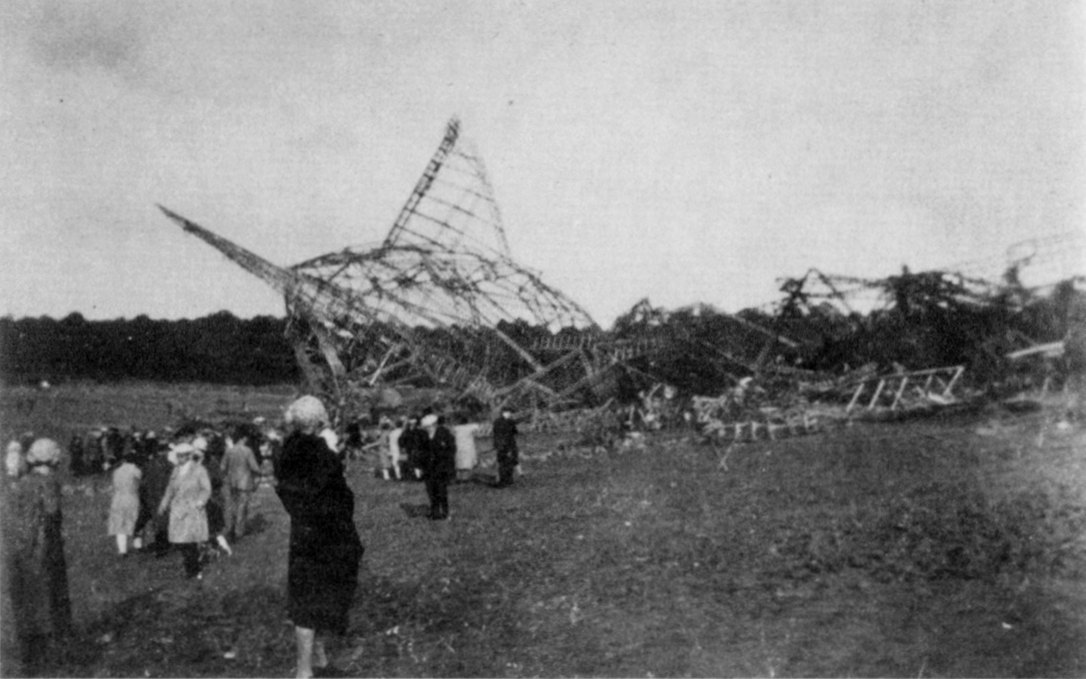
Das ausgebrannte Luftschiff
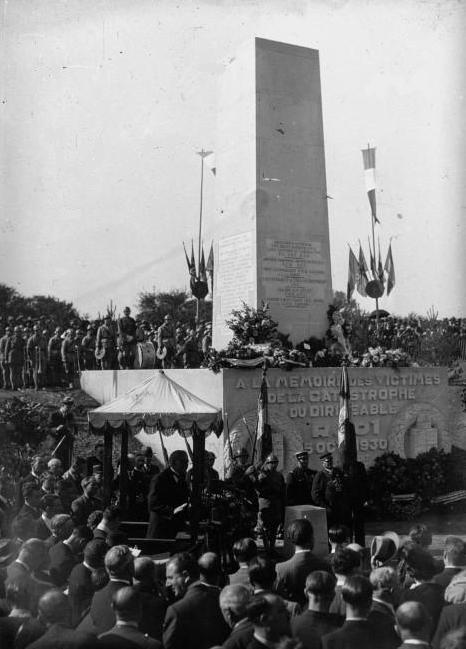
Mahnmal an das Unglück